# Oliarus alexanor
Oliarus alexanor är en insektsart som beskrevs av George Willis Kirkaldy 1906. Oliarus alexanor ingår i släktet Oliarus och familjen kilstritar. Inga underarter finns listade i Catalogue of Life.